# 21089 Мотідзукі
21089 Мотідзукі (21089 Mochizuki) — астероїд головного поясу, відкритий 8 лютого 1992 року.
Тіссеранів параметр щодо Юпітера — 3,327.